# Bombardement de l'église Saint-Porphyre de Gaza
Le bombardement de l'église Saint-Porphyre de Gaza est une frappe de l'armée de l'air israélienne le 19 octobre 2023 visant l'église Saint-Porphyre, une église grecque orthodoxe de la ville de Gaza. L'attaque tue au moins 18 civils palestiniens parmi plus de 450 résidents chrétiens et musulmans qui s'abritaient dans l'église dans le contexte de la guerre à Gaza depuis 2023.
L’armée israélienne admet que l’explosion résulte d’une de ses frappes aériennes, qui aurait visé un poste de commandement de lancement de roquettes et de mortiers du Hamas situé à proximité.

## Contexte
L'église grecque orthodoxe de Saint-Porphyre est située dans le quartier Zaytun de la vieille ville de Gaza et abrite le tombeau de Saint Porphyre qui fut évêque à Gaza de 395 à 420 après J-C. L’église a également été endommagée lors de la campagne de bombardements des forces de défense israéliennes dans la bande de Gaza en juillet 2014, où ses réservoirs d’eau ont été détruits et une maison voisine endommagée par des obus de chars de Tsahal. Lors du bombardement de 2014, l'église offrait un refuge aux citoyens de Gaza et avait célébré les prières du Ramadan dans la cour.
L'édifice est situé à moins de 300 de l'hôpital Al-Ahli où une explosion tua et blessa le 17 octobre 2023 des centaines de personnes qui s'y étaient enfuies pour échapper aux frappes aériennes israéliennes.

## Frappe aérienne
Selon des responsables palestiniens, au moins 500 musulmans et chrétiens se sont réfugiés dans l'église pour échapper aux bombardements de Tsahal. Un membre de la communauté indique qu'environ 100 personnes se sont réfugiées dans le bâtiment de deux étages touché par le bombardement, dont environ 400 réparties dans l'ensemble du complexe. Dans une première déclaration, Tsahal déclare que des avions de combat israéliens ont frappé un centre de commandement et de contrôle voisin utilisé par le Hamas pour attaquer Israël. L'armée israélienne reconnaît les dégâts causés à l'église et fait état de victimes résultant de la frappe.
La frappe aérienne endommage l'extérieur de l'église et entraîne l'effondrement d'un bâtiment adjacent appartenant au complexe religieux.
Des images vidéo de l'église après la frappe aérienne sont publiées et semblent montrer un jeune garçon blessé sorti des décombres. Une autre vidéo publiée montre des personnes fouillant les décombres du bâtiment.

## Victimes
Au moins 18 Palestiniens sont tués lors de la frappe aérienne. Un agent de la protection civile rapporte que ceux des étages inférieurs ont été tués, tandis que la plupart des survivants se trouvaient aux étages supérieurs. Plusieurs Palestiniens blessés sont transportés à l'hôpital.

## Réactions
Le Patriarcat grec orthodoxe de Jérusalem dénonce fermement l'attaque, désignant un crime de guerre et accusant l'armée israélienne de cibler des églises et des abris civils.
L'ancien membre du Congrès américain Justin Amash annonce que plusieurs de ses proches ont été tués dans la frappe aérienne.
Le pape François mentionne cette frappe dans un appel à la fin des combats, à l'autorisation de l'aide humanitaire à Gaza et à la libération des otages détenus par le Hamas.